# Jeanne-A Debats
Œuvres principales
- La Vieille Anglaise et le Continent
- Plaguers
- Pixel noir
- L'Héritière

Compléments
- Enseignante de Lettres classiques
- Jurée honoraire du prix littéraire Julia-Verlanger
- Ancienne coprésidente du Syndicat des écrivains de langue française (2013/2015)
- Déléguée artistique du Festival International des Utopiales de Janvier 2016 à décembre 2023.

Jeanne-A Debats, née le 29 août 1965 à Vic-Fezensac, est une autrice, romancière, nouvelliste et anthologiste française de science-fiction,.

## Biographie
Elle publie en 2008 son roman court La Vieille Anglaise et le Continent  qui lui permet de recevoir quatre prix de la science-fiction, cette année-là. Depuis, elle enchaîne les parutions tant en littérature adulte que jeunesse, réalisant notamment des anthologies et des articles de fond sur son genre de prédilection : la science-fiction.
Elle est de 2013 à 2015 co-présidente du SELF (Syndicat des écrivains de langue française) aux côtés de Christian Vilà en suppléance de Sara Doke, présidente d'honneur[réf. nécessaire].
En 2016, elle succède à l'écrivain Ugo Bellagamba au poste de déléguée artistique des Utopiales. Elle annonce sa démission en décembre 2023.
Du côté des sources, elle se réclame volontiers de Robert A. Heinlein, Arthur C. Clarke, Theodore Sturgeon, John Varley, Jules Verne, Jacques Sternberg, Raymond Queneau, Robert Merle, Ursula K. Le Guin et Ayerdhal.

## Œuvre

### Romans
- La Vieille Anglaise et le continent, Griffe d'encre, 2008
- Plaguers, L'Atalante, coll. « La Dentelle du cygne », 2010

#### Romans duCycle de Navarre
- Métaphysique du Vampire, Ad Astra, 2012 ; réédition collection Hélios, 2015, révisée et accompagnée de trois nouvelles
- L’Héritière (Testament 1), ActuSF, 2014 ; réédition collection Hélios, 2016
- Alouettes (Testament 2), Actusf, 2016
- Humain.e.s, trop humain.e.s (Testament 3), Actusf, 2017
- Le Rêve sous le pavillon noir,  Nouvelles Editions Actusf, 2025

#### Novelisations
- De Gueules,  Chroniques de la Lune Noire  tome 1, adaptation de la série de bandes dessinées Les Chroniques de la Lune noire, en collaboration avec François Froideval aux éditions Leha, 2021
- De Sinople,  Chroniques de la Lune Noire  tome 2, adaptation de la série de bandes dessinées Les Chroniques de la Lune noire, en collaboration avec François Froideval aux éditions Leha, 2022

#### Romans jeunesse
- ÉdeN en sursis, éditions Syros, 2009.
- L’Enfant-satellite, éditions Syros, 2010.
- La Ballade de Trash, éditions Syros, 2010.
- L’Envol du dragon, éditions Syros, 2011.
- Rana et le dauphin, éditions Syros, 2012.
- Pixel noir, éditions Syros, 2014.
- Les Voyageurs silencieux, éditions Syros, 2016.

### Nouvelles

#### Recueils
- Stratégies du réenchantement, éditions Griffe d'encre, 2010.
- La vieille Anglaise et le continent et autres récits (édition poche reprenant le roman court titre et le recueil Stratégies du réenchantement), éditions Gallimard, collection Folio SF, 2012
- Eschatologie du vampire, éditions Actusf, 2022.

#### Nouvelles duCycle de Navarre
- L'Ogre de ciment, in Anthologie Les Ogres, éditions Actusf, 2006.
- Le Sceau d'Alphonse, in Anthologie Fées dans la Ville, éditions Actusf, 2009.
- Gilles au bûcher, in recueil Stratégies du réenchantement, éditions Griffe d'Encre, 2010.
- Saint Valentin, in recueil Stratégies du réenchantement, éditions Griffe d'Encre, 2010.
- Le Blues du vampire le soir au-dessus des paraboles, in magazine Fiction mars 2011 dirigé par André-François Ruaud, éditions Les Moutons électriques, 2011.
- Mémorial, in Anthologie Ghost Stories dirigée par Thomas Dustin-Riquet, éditions Lokomodo, 2011.
- Jingle hells, in Anthologie online de Noël de la ville de Reims dirigée par Jacques Baudou, 2012.
- Eschatologie du Vampire, in Anthologie des Imaginales Elfes et Assassins dirigée par Lionel Davoust & Sylvie Miller, Mnémos, 2013.
- La Fontaine aux serpents, in Anthologie des Utopiales, dirigée par Jérôme Vincent, Actusf, 2013 in "Métaphysique du vampire" Collection Hélios, 2015.
- Lance, in Anthologie du festival Zone Franche Lancelot, dirigée par Jérôme Vincent, Actusf, 2014 in "Métaphysique du vampire" Collection Hélios, 2015.
- Ovogénèse du vampire, in  Mythologica no 3, dirigé par Lucie Chenu, Juin 2014 & in "Métaphysique du vampire" Collection Hélios, 2015.
- Mosquito Toast, in Anthologie Star Ouest, éd. ImaJn'ère, 2015 & in Vingt plus 1, éditions Actusf, 2021

#### Nouvelles isolées
- Cendres, in anthologie "Dieu reconnaîtra les siens" dirigée par Philippe Ward, éditions Rivière Blanche 2006
- Fata Organa, in Anthologie La Terre dirigée par Magali Duez, éditions Griffe d'Encre, 2007.
- Borderline, in magazine Éclats de rêves no 15, 2008
- Parfum d'étoiles, in Anthologie Aube & Crépuscule dirigée par Magali Duez, éditions Griffe d'Encre, 2008.
- Mayday, in Anthologie Les Héritiers d'Homère dirigée par Nathalie Dau, éditions Argemmios, 2009.
- Lambda Man, in Anthologie Super Héros dirigée par Michaël Fontayne & Timothée Rey éditions Parchemins & Traverses, 2010.
- Frères d'armes, in Anthologie Victimes & Bourreaux dirigée par Stéphanie Nicot, éditions Mnémos, 2011.
- Asmodeus ex machina, in magazine Géante Rouge dirigé par Patrice Lajoye, 2011.
- Le Miroir d'Électre, in Anthologie Fragments d'une Fantasy antique dirigée par David K. Nouvel, éditions Mnémos, 2012. (finaliste du prix Imaginales 2013)
- Rô, l'Improbable, in collectif Ayas, humour et Esprit de la Commune éditions Somnium, 2013
- Sempervirens, in anthologie Rétro-fictions ImaJn'ère, 2014
- Jötnar, in anthologie Trolls et Licornes dirigée par Jean-Claude Dunyach éditions Mnémos, 2015
- Crépuscule, Revue Galaxies no 38, 2015.
- L'Impératrice, Revue Gandahar, dirigée par Jean-Pierre Fontana Hors-série III, 2016.
- Les Anges rêvent-iels de lamashires ?, Revue Galaxies Mercury dirigée par Jean-Pierre Andrevon, no 62, 2019.
- La Fiancée des pirates, Libération, 2019 (Lire en ligne).
- Le Monde d'Aubin in anthologie Nos Futurs, éditions Actusf, 2020
- Le Collier de boulons in Galaxies N°72, 2021
- Est-ce ainsi que vivent les AsphodAIles ? in Memento Mori Anthologie des Imaginales, Éditions Le Diable Vauvert, 2024

### Anthologies
- Chasseurs de fantasmes, (En collaboration avec Michaël Fontayne) éditions Griffe d'Encre, 2009.
- Destination Univers, (En collaboration avec Jean-Claude Dunyach) éditions Griffe d'Encre, 2012.
- Vampires à contre-emploi, éditions Mnémos, anthologie des dix ans du festival de Sèvres, 2014.
- 42, L'Appel de la SF, éditions Parchemins & Traverses, 2015.
- Les Utops' jeunesse 18 , éditions Actusf, 2018.
- Les Utops' jeunesse 19 , éditions Actusf, 2019.
- Les Utops' jeunesse 20 , éditions Actusf, 2020.
- Les Utops' jeunesse 21 , éditions Actusf, 2021.
- Les Utops' jeunesse 22 , éditions Actusf, 2022.

### Collaborations
- Un an dans les airs, (en collaboration avec Raphaël Albert & Nicolas Fructus (illustrateur) & Raphaël Granier de Cassagnac & Johan Heliot) collection Ourobores, éditions Mnémos, 2013.
- Ayas, humour et Esprit de la Commune, textes réunis par Ugo Bellagamba & Estelle Blanquet & Eric Picholle & Daniel Tron  collection Sciences et Fictions à Peyresq, éditions Somnium, 2013.
- Dark Vador vs Mr Spock , éditions Dunod (en collaboration avec Olivier Cotte), 2016
- Freaks , Éditions Goater (en collaboration avec Sylvie Denis, Sara Doke, Nicolas Fructus & Antoine Mottier ) 2017
- Tschaï, retour sur la planète de l'aventure, (en collaboration avec Raphaël Albert & Dogan Otzel (illustrateur) & Étienne Barillier et Adrien Tomas) collection Ourobores, éditions Mnémos, 2017.
- Ursula K. le Guin, de l'autre côté des mots, (collectif, dirigé par David Meulemans) éditions ActuSF, 2021.[réf. nécessaire]

### Ouvrages didactiques
- Science-fiction et didactique des langues : un outil communicationnel et conceptuel (deux articles, dont un en coll. avec Estelle Blanquet), ouvrage en collaboration dirigé par Yves Bardière, Estelle Blanquet & Éric Picholle, avec Florence Albrecht, Danièle André, Anouk Arnal, Yves Bardière, Ugo Bellagamba, Estelle Blanquet, Claude Ecken, Jean-Luc Gautero, Nathalie Labrousse, Pierre Lavail, Éric Picholle, Timothée Rey, Pierre Stolze, Daniel Tron, Marie-Caroline Vinciguerra, Roland C. Wagner, aux éditions du Somnium, 2013.

## Prix
- Pour La Vieille Anglaise et le Continent : Grand prix de l'Imaginaire 2008, Prix Julia-Verlanger 2008, Prix du Lundi 2008, Prix Rosny aîné 2009[10]
- Pour Plaguers : Prix Bob Morane 2011[11],
- Pour L'Enfant-satellite : Prix de la Citoyenneté, académie du Maine-et-Loire 2011[12]
- Pour L'Envol du Dragon : Prix du salon du livre de jeunesse de Cherbourg 2012, Prix Jury Jeune Lecteur, ville de Montivilliers, cat CM2/6° 2012[réf. nécessaire]
- Pour La Ballade de Trash : Prix Ado Midi-Pyrénées 2012[13]
- Pour Rana et le Dauphin : Prix de la ville de La Garde, 2014[réf. nécessaire]
- Pour Pixel noir : Prix européen Utopiales des pays de la Loire jeunesse 2014, Prix Sésame 2015, prix Coup de cœur Jeunesse de la ville d'Asnières 2015, prix Ado-Lisant 2017 de la ville de Woluwe-Saint-Pierre (Belgique)[14]